# 에어팟 맥스
에어팟 맥스(AirPods Max)는 애플이 2020년 12월 15일에 출시한 무선 블루투스 오버 이어 헤드폰이다. 기본 모델인 에어팟 및 에어팟 프로와 함께 판매되는 에어팟 제품군에서 애플의 최고급 옵션이다.
미드레인지 에어팟 프로에 비해 에어팟 맥스의 주요 이점은 더 큰 스피커를 장착한 오버 이어 디자인, 애플의 디지털 크라운 포함, 더 많은 색상 옵션, 그리고 더 긴 배터리 수명이다.

## 개요
애플은 2020년 12월 8일 웹사이트 업데이트를 통해 에어팟 맥스를 발표했고 2020년 12월 15일 출시했다. 에어팟 맥스는 오버 이어 헤드폰 디자인을 특징으로 한다.
에어팟 맥스는 2세대 에어팟과 에어팟 프로에서도 볼 수 있는 애플 H1 칩을 가지고 있다. 에어팟 맥스는 에어팟 프로와 마찬가지로 외부 소음을 차단하기 위한 애플의 액티브 노이즈 캔슬링 모드와, 사용자 주변의 소리를 들을 수 있는 주변음 허용 모드를 갖추고 있다. 애플 워치와 유사한 "디지털 크라운"은 사용자가 오디오 재생 또는 일시 중지, 볼륨 제어, 트랙 건너뛰기, 전화 통화 제어, 시리 활성화 등을 가능하게 한다. 근접 센서는 사용자의 머리 위에 있을 때 자동으로 감지하여 그에 따라 오디오를 재생하거나 일시 중지한다. 공간 오디오는 내장 자이로스코프와 가속도계를 사용하여 사용자의 머리 움직임을 추적하고 애플이 "극장과 같은" 경험으로 묘사하는 것을 제공한다.
에어팟 맥스는 배터리 타임이 20시간이며 충전 시간은 1.5시간이다. AirPods Max는 라이트닝 포트를 통해 충전된다. 라이트닝 포트는 다양한 어댑터를 구입하는 라인 인 오디오에도 사용할 수 있다.
애플은 에어팟 맥스를 저장하기 위한 "스마트 케이스"를 제공한다.
에어팟 맥스는 스페이스 그레이, 실버, 스카이 블루, 그린, 핑크 등 5가지 색상으로 출시된다. 사용자는 귀 쿠션과 외부 섀시에 대해 이 다섯 가지 색상 중에서 총 25가지 색상 조합(또는 두 가지 다른 귀 쿠션 색상을 사용하는 경우 125가지 색상)을 별도로 선택할 수 있다.

## 호환성
에어팟 맥스는 안드로이드와 윈도우 장치를 포함한 블루투스를 지원하는 모든 장치와 호환되지만, Siri와 같은 특정 기능에는 iOS 14.3, iPadOS 14.3, watchOS 7.2, tvOS 14 또는 macOS 빅서를 실행하는 애플 장치가 필요하다.

## 비판

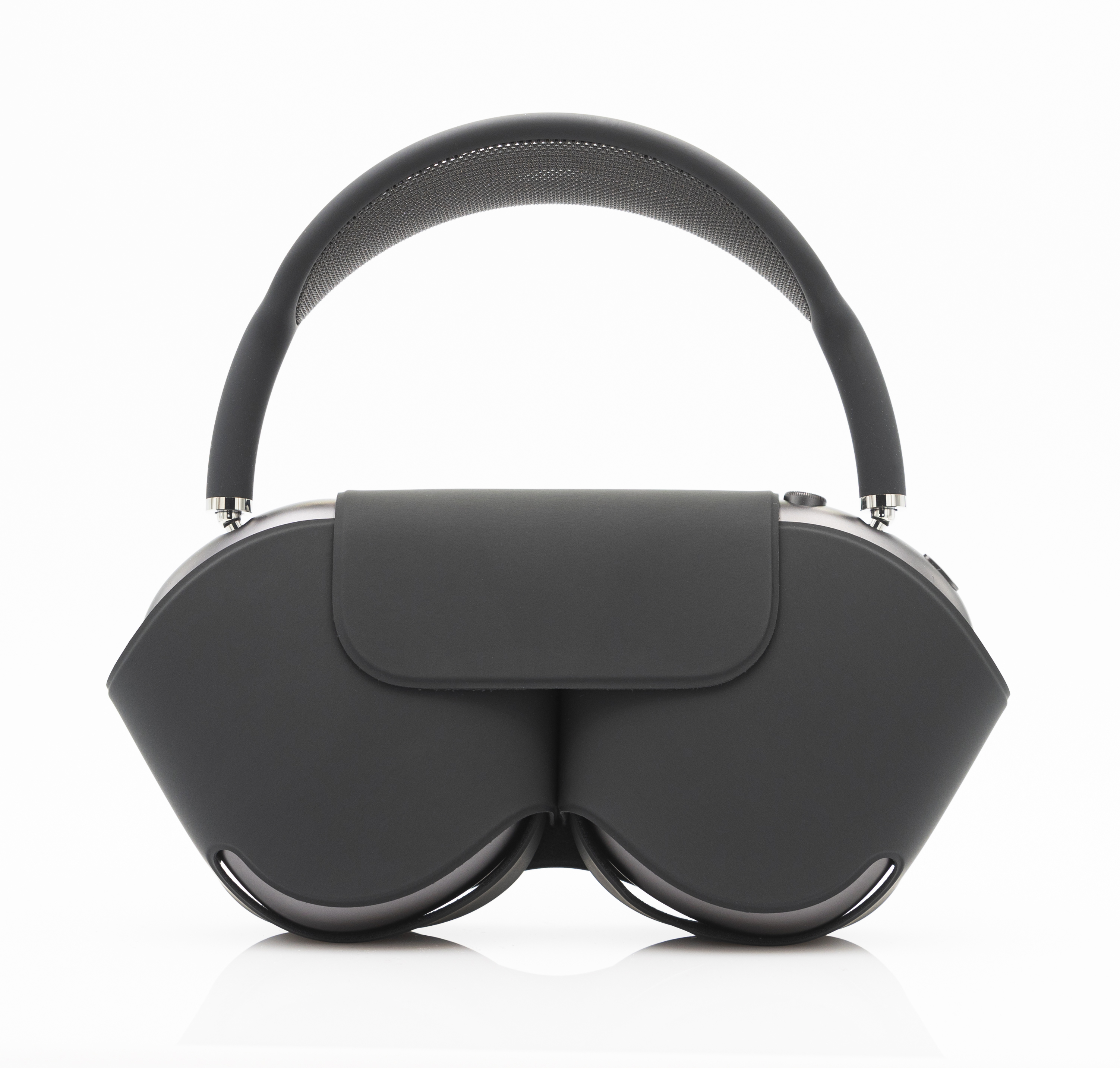
에어팟 맥스의 스마트 케이스

에어팟 맥스 스마트 케이스의 디자인은 브래지어나 지갑과 비슷하다는 이유로 트위터의 사용자들과 함께 기술 평론가들에 의해 조롱을 받아왔다. 크리에이티브 블록의 대니얼 파이퍼 기자는 "에어팟 맥스의 디자인에 대해 전적으로 확신하지 못한다면, 우리는 그들이 '스마트 케이스'를 충전하고 있다는 사실에 완전히 당황하게 될 것이다. 모양은 핸드백에서부터 신체 부위까지 많은 것들을 닮았다." 라고 말하였다.

### 설계 결함
많은 사람들이 탈착식 이어컵 아래에서 장기간 사용한 후 폐쇄형 헤드폰의 드라이버 근처에 응결이 쌓일 수 있다고 보고해왔다. 주요 원인은 자연적으로 온도에 의존하는 열전도율을 갖는 풀메탈 본체일 것으로 의심되어 왔다.

## 같이 보기
- 에어팟
- 에어팟 프로
- 픽셀 버즈
- 삼성 갤럭시 버즈 라이브